# Slapeloosheid
Slapeloosheid (medisch: insomnie) is een slaapstoornis. Er worden drie vormen van insomnie onderscheiden: men valt moeilijk in slaap, men wordt tijdens de nacht vaak wakker of men wordt te vroeg wakker. Ook kunnen meerdere vormen tegelijk voorkomen.
Als slapeloosheid langer dan een paar nachten duurt, kan de aandoening chronisch worden en kan het slaaptekort een zeer nadelige uitwerking op het welzijn hebben. Slapeloosheid verstoort het natuurlijke slaapritme, dat moeilijk te herstellen is. Sommige mensen die aan slapeloosheid lijden, verergeren onbedoeld de situatie door overdag of vroeg op de avond kort te slapen, waardoor 's nachts de kwaal juist erger wordt. Sommigen proberen ondanks het gebrek aan slaap te blijven functioneren, wat ernstige lichamelijke en psychische problemen kan opleveren.
Het kan voorkomen dat iemand die bang is aan slapeloosheid te lijden, in werkelijkheid alleen minder behoefte aan slaap heeft. Het is normaal om bij het ouder worden lichter te gaan slapen en in kortere perioden. Sommige ouderen liggen in bed te woelen, omdat hun lichaam niet meer slaap nodig heeft, terwijl ze wel gewend waren aan een bepaalde tijd slaap.
Insomnie komt relatief vaak voor door externe oorzaken als geluidshinder, lichthinder of als bijwerking van bepaalde medicijnen, maar kan ook worden veroorzaakt door stress, opwinding, lichamelijke of psychische aandoening, voedselallergie(ën), slechte slaapdiscipline of het kan het gevolg zijn van hersenletsel. Daarnaast kan het werken in ploegendiensten tot slapeloosheid en andere slaapstoornissen leiden.
Het is een belangrijk symptoom van een manie bij mensen met een bipolaire stoornis en kan ook een teken zijn van verhoogde schildklieractiviteit, depressie en andere stimulerende fysiologische prikkels. Ook kan er sprake zijn van genetische aanleg voor onder meer fatale familiaire insomnie (prion).

## Behandeling

### Slaapmiddelen
Veel mensen vertrouwen op slaaptabletten en andere kalmerende middelen om tot rust te komen. Er zijn verschillende slaapmiddelen beschikbaar, waaronder  veel benzodiazepinen zoals temazepam. Dit zijn middelen die anxiolytisch (angstreducerend) en sedatief (kalmerend en slaapverwekkend) werken.
Deze middelen werken al snel verslavend en het effect kan na enkele weken al minder worden omdat er tolerantie is ontstaan.
Benzodiazepinen, die (in hoge dosering) niet voor slaapklachten maar voor angstklachten worden gebruikt, in combinatie met sterke pijnstillers (van opium afgeleide analgetica, zoals tramadol) kunnen leiden tot slapeloosheid en overdag weer tot vermoeidheid/slaperigheid. Dit kan hinderlijk zijn  op momenten dat men zich juist moet concentreren, zoals op het werk. Een vicieuze cirkel kan ontstaan indien men van zowel de benzodiazepine als de sterke analgetica afhankelijk (verslaafd) is.
Andere middelen zijn zolpidem en/of zopiclon, dit zijn slaapmiddelen gericht op het laten inslapen van de patiënt.
Naast de door artsen voorgeschreven middelen, wordt ook gebruik gemaakt van CBD-olie, een cannabisproduct. CBD-olie is vrij verkrijgbaar als voedingssupplement, maar de langetermijneffecten zijn nog onvoldoende bekend. Ook melatonine kan helpen bij het in slaap vallen. Echter, uit wetenschappelijk onderzoek blijkt dat melatonine niet zonder risico's is, meestal onnodig en bij onjuist gebruik slaapproblemen zelfs kan verergeren.

### Cognitieve gedragstherapie
Een andere oplossing is cognitieve gedragstherapie. Hierbij leert de patiënt zijn gedachten te sturen, zodat hij/zij niet wakker ligt van zorgen.

### Huis-, tuin- en keukenmiddelen
Er zijn ook traditionele remedies tegen slapeloosheid. Een beker warme melk (met anijs) voordat je naar bed gaat, is daar een voorbeeld van. Er is echter geen bewijs dat de inhoud van warme melk enig effect op de slaap heeft. Dit werd aangenomen omdat warme melk tryptofaan bevat (een van de twintig natuurlijk voorkomende aminozuren), dat betrokken is bij de productie van serotonine, dat op zijn beurt onderdeel is van het hormoon melatonine. Dit hormoon regelt het slaap-waakritme. Uit onderzoek blijkt echter dat de hoeveelheid tryptofaan te gering is om enig effect te hebben. Bovendien werkt melk als een rem die het moeilijker maakt voor tryptofaan om de hersenen te bereiken. Dat warme melk wel mensen slaperig maakt heeft te maken met psychologische factoren.
Naar de hieronder opgesomde remedies zijn (meestal) geen wetenschappelijke onderzoeken gedaan en/of geen bewijzen gevonden, maar waarbij sommigen menen baat te hebben:
- Het in acht nemen van de slaaphygiëne. Als een wekker wordt gezet, dient te worden vermeden dat continu naar het schermpje kan worden gekeken.
- Een warm bad of douche nemen in de avond;
- Een half uur energiek sporten in de middag (dit vermindert stress en zorgt voor een gezonde vermoeidheid);
- Een wandeling maken of tuinieren;
- Een saunabezoek of massage;
- Gebruik van kruidensupplementen zoals valeriaan, kamille, lavendel, hop en Passiflora incarnata;
- Aromatherapie: zou rustgevend werken, vooral met lavendel en andere etherische oliën;
- Cafeïne vermijden. Cafeïne, vooral in de avond genomen, kan de slapeloosheid versterken. Cafeïne wordt onder meer aangetroffen in koffie, thee, maté, Guaraná, en de kolanoot (inclusief cola). In cacao zit theobromine, ook een stimulerend middel. Dergelijke stoffen zijn vaak ook te vinden in energiedrankjes (zoals Red Bull) en in chocolade- en energierepen.
- Een grote en uitgebreide lunch, met daaropvolgend een lichte avondmaaltijd (op zijn laatst 3 uur voor het slapengaan);
- Het vermijden van stimulerende activiteiten als tv kijken en computeren in de avonduren;
- Niet nadenken over problemen, angsten en eventuele fobieën. Als er continu wordt nagedacht, kan de geest niet volledig tot rust komen. Een oplossing hiervoor is om problemen, zorgen en plannen voor de volgende dag ergens op te schrijven, zodat ze niet vergeten worden maar er wel met een gerust hart aan een goede nachtrust begonnen kan worden. Kalme en rustgevende muziek helpt ook omdat het de persoon iets neutraals geeft om op te focussen.
- Ontspannende technieken zoals meditatie hebben bewezen dat ze kunnen helpen bij slaapproblemen. Ze brengen de gestreste geest en lichaam tot rust. Er kan ook geprobeerd worden te mediteren door te concentreren op de ademhaling.
- Het afwisselend door elk neusgat ademen (afwisselend met de vingers dichtduwen) wanneer men al op bed ligt;
- Een ritueel voor het slapengaan, bijvoorbeeld steeds meer lampen uitschakelen naarmate het later wordt, alvast een pyjama of andere nachtkleding aantrekken, tandenpoetsen, enz. Op die manier bereidt iemand zich langzaam voor op het slapengaan en lichaam en geest wennen hieraan.
- Een donkere, niet al te warme slaapkamer is ook erg belangrijk. Een nachtlampje of straatverlichting die de kamer binnendringt, kan de nachtrust verstoren. Bovendien trekt de warmte van een nachtlampje, in de zomer als het raam open staat, insecten aan.
- De slaapkamer dient in principe slechts voor nachtrust. Daarom dienen alle andere activiteiten wellicht met uitzondering van seks, ergens anders plaats te vinden. Zo niet, dan kan de kamer aan deze activiteiten herinneren, waardoor men zich niet kan ontspannen.
- Het gebruiken van cannabis (roken, eten, dampen etc.). De indica kan een rustgevende werking hebben en de nadering naar de slaap bevorderen.

Traditionele Chinese geneeskunde houdt zich al duizenden jaren bezig met slapeloosheid. Een behandeling kan bestaan uit acupunctuur, dieet, aromatherapie en een analyse van de levensstijl, met het doel de oorzaak grondig aan te pakken. Er zijn echter geen wetenschappelijke bewijzen voor.